# Vicq-sur-Nahon

Vicq-sur-Nahon este o comună în departamentul Indre, Franța. În 1 ianuarie 2022 avea o populație de 681 de locuitori.